# Sampo-Rosenlew
 (septembre 2012).
Si vous disposez d'ouvrages ou d'articles de référence ou si vous connaissez des sites web de qualité traitant du thème abordé ici, merci de compléter l'article en donnant les références utiles à sa vérifiabilité et en les liant à la section « Notes et références ».
Sampo-Rosenlew est une entreprise finlandaise de construction mécanique.

## Présentation

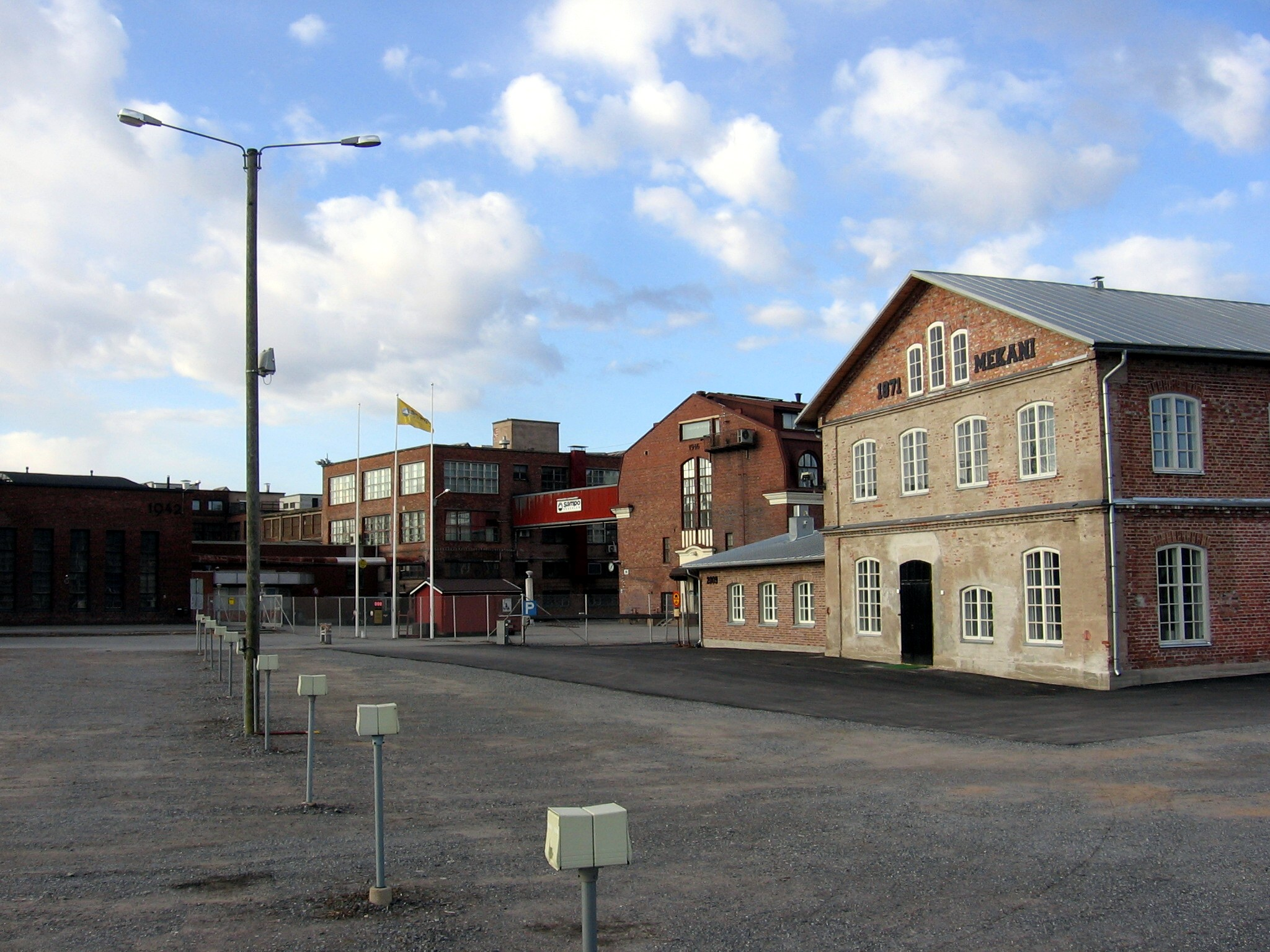
Sampo-Rosenlew à Pori.

Son siège se situe à Pori, où se situe sa plus grande unité de production. Pori fabrique des moissonneuses-batteuses, des abatteuses forestières et des engins transitaires.
Les usines d'assemblage en Afrique du Nord et au Kazakhstan, assemblent des moissonneuses-batteuses à partir de composantes importées de Finlande.
En mars 2016, un partenariat stratégique a été conclu avec le constructeur automobile indien Mahindra & Mahindra qui a pris une participation de 35% dans Sampo-Rosenlew.
En 2019, l'entreprise met fin à son partenariat avec le fabricant améticain de matériels agricoles John Deere.

## Produits
Les produits principaux de Sampo-Rosenlew Oy sont les moissonneuses-batteuses et les engins forestiers.

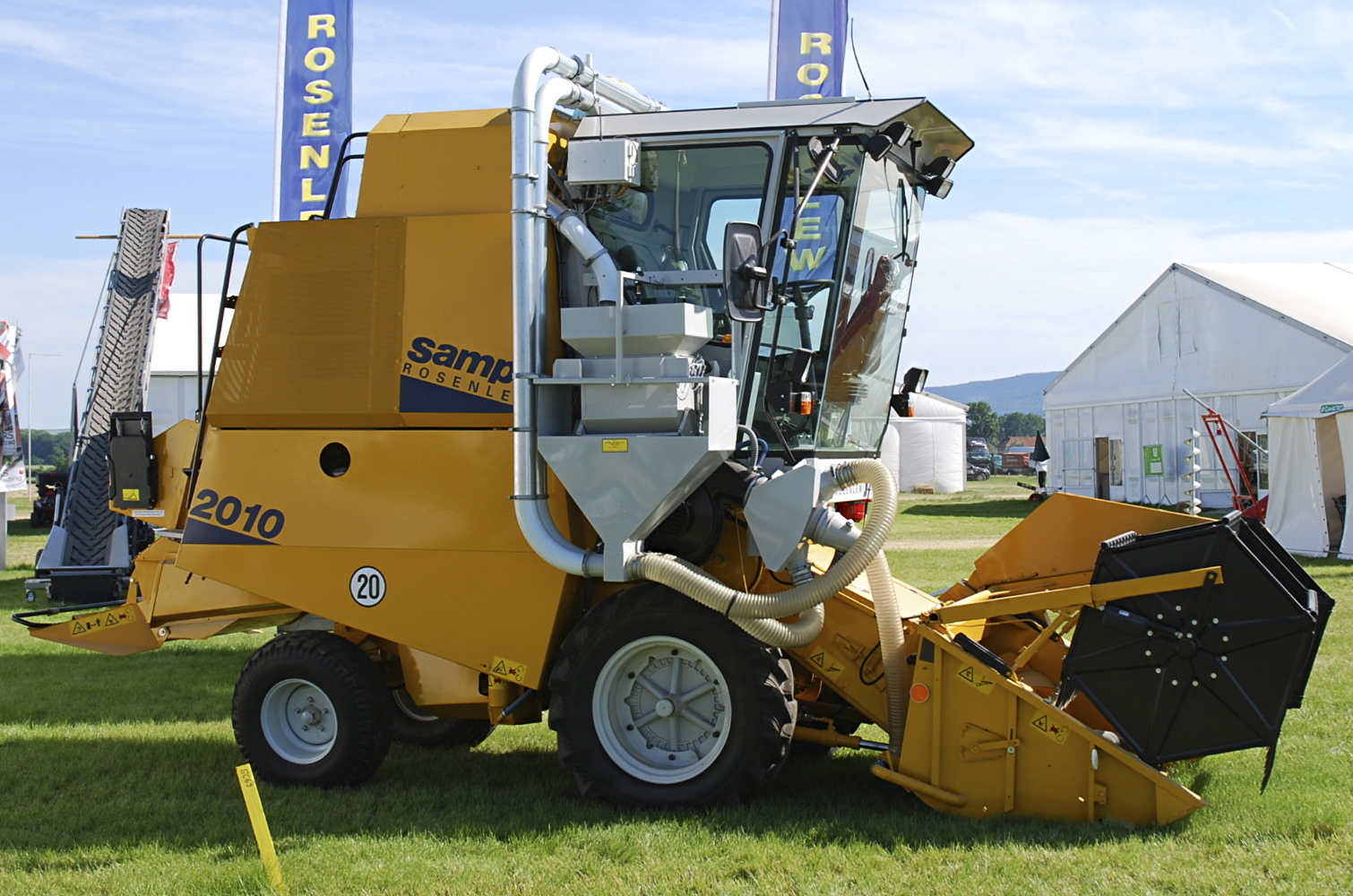
Moissonneuses-batteuses Sampo-Rosenlew SR2010.
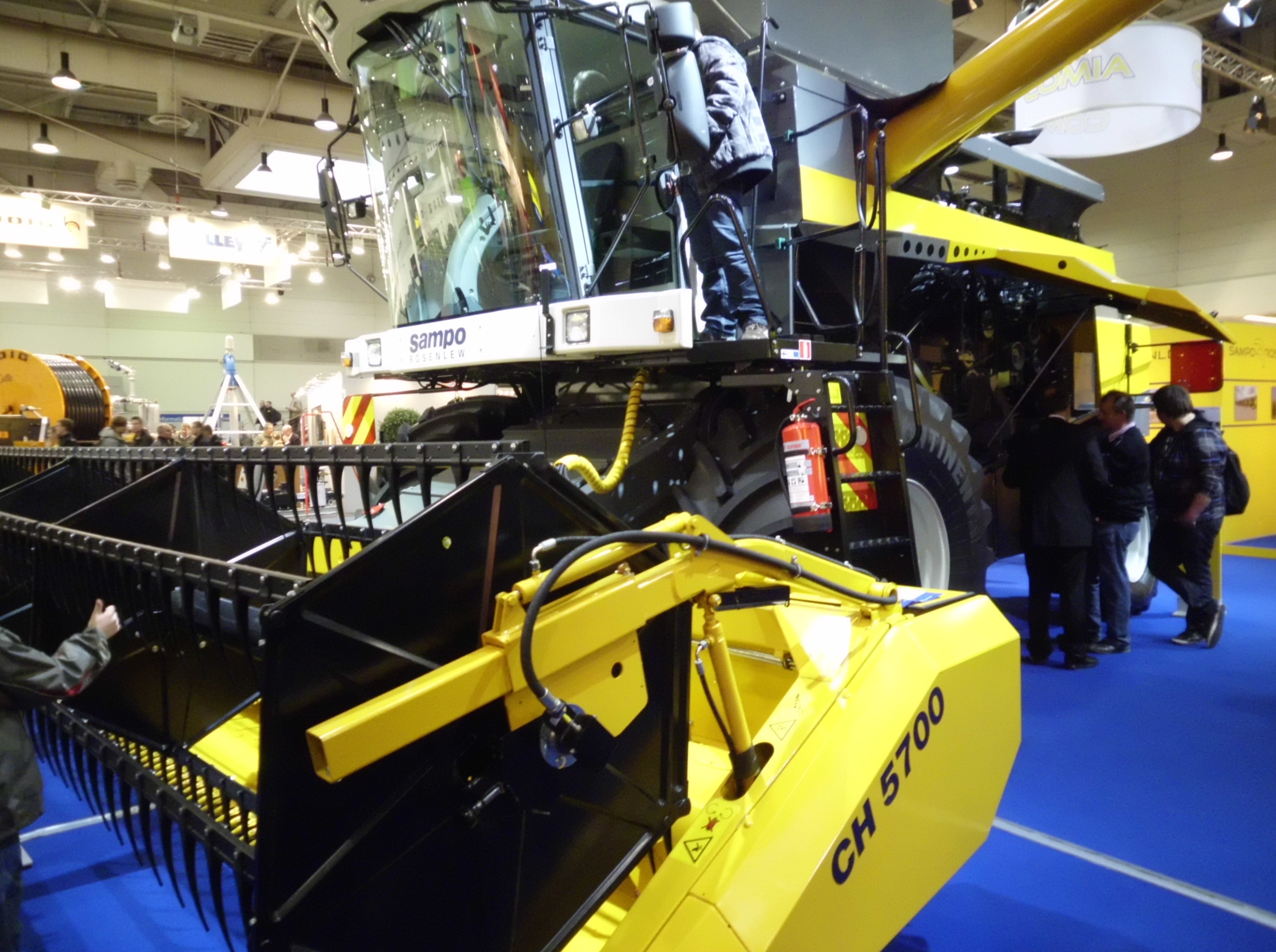
Engins forestiers Sampo Rosenlew 3085 Superior.

## Changements de marque
Les moissonneuses-batteuses Sampo-Rosenlew ont été vendues par de nombreux autres fabricants, bien que souvent seule la peinture ait été adaptée. 
Les fabricants qui vendent ou ont vendu des moissonneuses-batteuses Sampo Rosenlew avec des changements mineurs comprennent:
- Deutz-Fahr
- John Deere
- Massey Ferguson
- Uzel Holding (en)